# Бертаконе (Асти)
Бертаконе је насеље у Италији у округу Асти, региону Пијемонт.
Према процени из 2011. у насељу је живело 9 становника. Насеље се налази на надморској висини од 239 м.